# 槐店回族镇
槐店回族镇，是中华人民共和国河南省周口市沈丘县下辖的一个乡镇级行政单位。

## 行政区划
槐店回族镇下辖以下地区：
东关社区、南关社区、中心社区、北关社区、蔡河社区、西关社区、沙南社区、河南社区、船民社区、东城社区、大王楼村、小王楼村、刘楼村、海楼村、马楼村、高营村、左庄村、丰产河村和贾寨村。